# 야로스와프 로제비치
야로스와프 안제이 로제비치(폴란드어: Jarosław Andrzej Rodzewicz, 1973년 5월 11일~)는 폴란드의 펜싱 선수로 주 종목은 플뢰레이다. 1996년 하계 올림픽에서 남자 단체전 은메달을 획득했으며 세계 선수권 대회에서 동메달 1개를 획득했다.